# تیم ملی فوتبال زیر ۲۰ سال تاجیکستان
تیم ملی فوتبال زیر ۲۰ سال تاجیکستان تیم ملی فوتبال جوانان به تحت نظر فدراسیون فوتبال تاجیکستان است. این تیم نماینده تاجیکستان در مسابقات بین‌المللی فوتبال زیر ۲۰ سال است.

## رکوردهای مسابقات

### جام جهانی فوتبال زیر ۲۰ سال
| سال       | نتیجه     | بازی‌ها | برد | مساوی | باخت | گل زده | گل خورد |
| --------- | --------- | ------ | --- | ----- | ---- | ------ | ------- |
| ۱۹۹۵ ۲۰۱۹ | راه نیافت | -      | -   | -     | -    | -      | -       |
| ۲۰۲۱      | نامعلوم   | -      | -   | -     | -    | -      | -       |
| جمع       |           | ۰      | ۰   | ۰     | ۰    | ۰      | ۰       |

- قهرمانی جوانان آسیا ۲۰۰۶
- قهرمانی آسیا زیر ۱۹ سال ۲۰۰۸
- مسابقات قهرمانی آسیا زیر ۱۹ سال ۲۰۱۶

## نتایج
| ۲۰ ژوئن ۲۰۲۱ 2021 Arab Cup U-20 | مراکش                                                                | ۶–۱   | تاجیکستان    | قاهره، مصر                                                       |
| ۱۶:۰۰                           | - سادیک ۱۸' - ردید ۴۹'، ۵۹' - الحسنوف ۶۱' - اکبوب ۸۵' - باقرفر ۹۰+۱' | گزارش | - طاهروف ۶۶' | ورزشگاه: ورزشگاه عثمان احمد عثمان داور: عبدالهادب ال روالی (قطر) |

| ۲۳ ژوئن ۲۰۲۱ 2021 Arab Cup U-20 | تاجیکستان           | ۳–۲   | امارات متحدهٔ عربی  | قاهره، مصر                        |
| ۱۹:۰۰                           | - Ali ۱۲'، ۶۶'، ۹۰' | گزارش | - Khalfan ۲۳'، ۷۴' | ورزشگاه: ورزشگاه عثمان احمد عثمان |

| ۲۶ ژوئن ۲۰۲۱ 2021 Arab Cup U-20 | جیبوتی | ۰–۵   | تاجیکستان | قاهره، مصر                        |
| ۱۹:۰۰                           |        | گزارش |           | ورزشگاه: ورزشگاه عثمان احمد عثمان |

| 29 June 2021 2021 Arab Cup U-20 | مصر                                     | 3–0   | تاجیکستان | Cairo, Egypt                                                           |
| 17:00                           | - Sharif ۲۹' - Hawash ۳۷' - Mohamed ۴۸' | گزارش |           | ورزشگاه: Cairo International Stadium داور: Abdulhadi Al Ruaile (Qatar) |